# 蒙贡泰加区

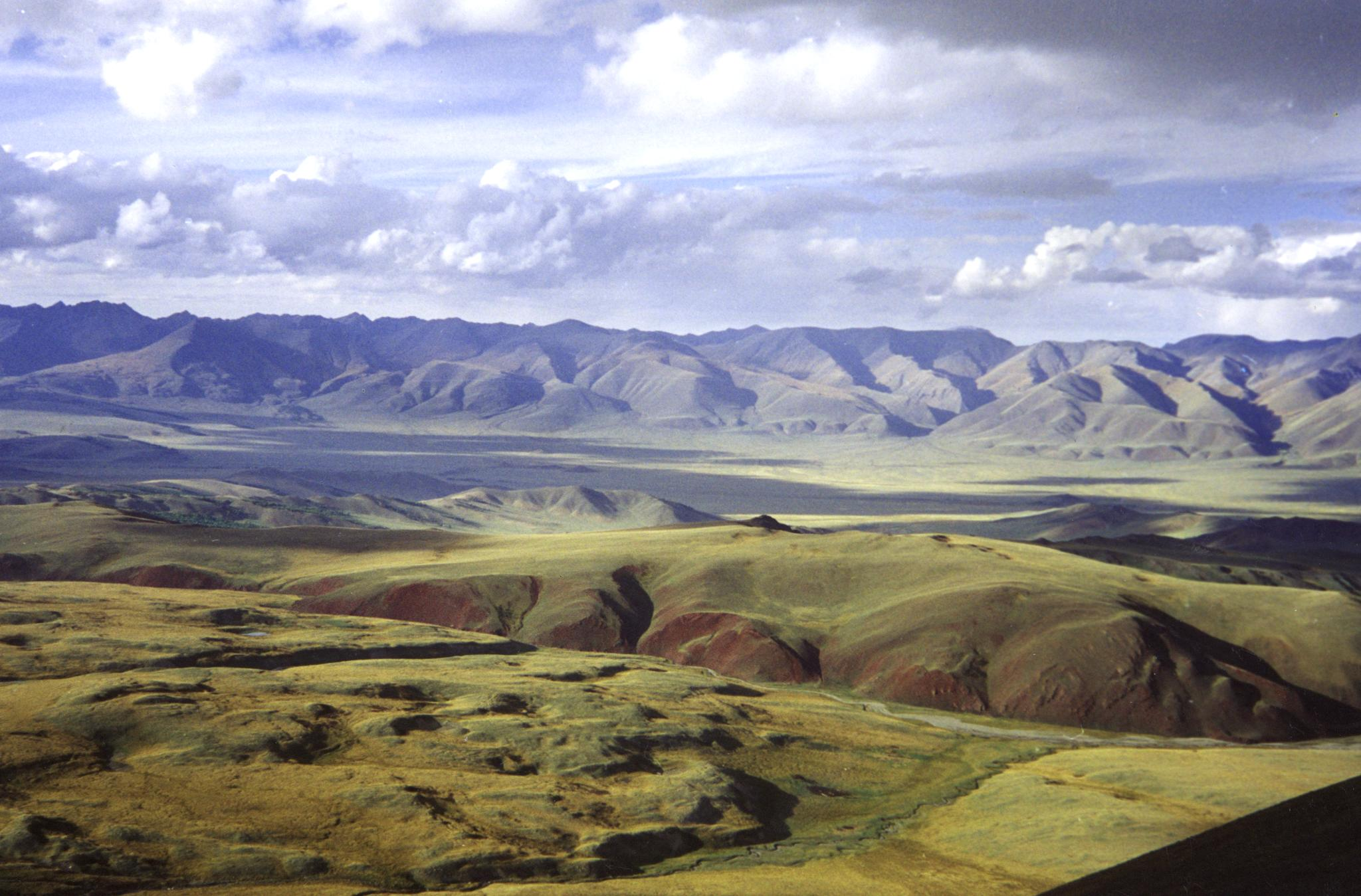

蒙贡泰加区（俄语：Монгу́н-Тайги́нский кожуун），圖瓦語音譯「蒙贡-泰加」，是俄羅斯圖瓦共和國的一個區，位於共和國的西南部。行政中心为穆古尔阿克瑟。人口5,661人（2010年）。

## 历史
蒙贡泰加区成立於1941年，隸屬於圖瓦人民共和國。1953年2月23日，蒙贡泰加区被廢除，其領土划归拜泰加區。1968年9月9日，蒙贡泰加区被恢復。